# Lekima Tagitagivalu
Pas d'image ? Cliquez ici

a Compétitions nationales et continentales officielles uniquement.

b Matchs officiels uniquement.
Dernière mise à jour le 16 juin 2025.
Lekima Tagitagivalu, né le 4 décembre 1995 à Ba (Fidji), est un joueur international fidjien de rugby à XV. Il joue au poste de troisième ligne aile et de deuxième ligne.

## Biographie

### Jeunesse et formation
Lekima Tagitagivalu est né à Ba aux Fidji, et grandit dans le village de Marou sur l'archipel de Yasawa. Il est le frère de l'international fidjien de rugby à XV Ropate Ratu.
Il est pensionnaire du centre de formation du Stade aurillacois entre 2013 et 2014, club où évolue son frère en professionnel à cette période,,, puis rejoint celui de la Section paloise à partir de 2015.
En 2017, il prolonge son contrat de trois saisons avec une saison espoir et deux saisons professionnelles.

### Carrière en club
Lekima Tagitagivalu fait ses débuts avec l'équipe professionnelle de la Section paloise le 21 octobre 2017 en Challenge européen face aux Zebre en remplacement de Peter Saili à la 62e minute et inscrit son premier essai professionnel lors de ce match. Lors de la saison 2017-2018, il ne dispute que trois matchs de Challenge européen.
Lors de la saison 2018-2019, il ne joue que 39 minutes avec l'équipe professionnelle en Challenge européen face aux Ospreys.
Lekima Tagitagivalu fait ses premières apparitions en Top 14 lors de la saison 2019-2020 grâce à des matchs de pré-saison très satisfaisants. Il est, durant cette saison, un joueur majeur de l'équipe béarnaise. Il joue finalement 13 matchs de Top 14 et 2 de challenge européen durant cette saison.
Durant la saison 2020-2021, il dispute 12 matches de Top 14, inscrivant un essai face à l'Aviron bayonnais lors de la 21ejournée et 2 matchs de challenge européen.
Durant la saison 2021-2022, il participe à la première étape à Aix-en-Provence duSupersevens avec le groupe palois ainsi que 18 matchs de Top 14. Lors de la deuxième journée de championnat face au Lyon OU, il reçoit le premier carton rouge de sa carrière pour un plaquage dangereux et il est suspendu trois semaines. En septembre 2021, il prolonge son contrat jusqu'en juin 2025. À partir d'octobre 2021, il est repositionné au poste de deuxième ligne. Durant cette saison, il dispute 18 matchs de Top 14.
Lors de la saison 2022-2023, il dispute 24 matchs de Top 14 et inscrit un essai lors de la dixième journée face à l'Union Bordeaux Bègles (victoire 33 à 7). Il joue également un match de Challenge Cup.
Il commence sa saison 2023-2024 le 5 novembre 2023, après la Coupe du monde, face au Stade toulousain (victoire 13 à 9). Il dispute 15 matchs de championnat et deux matchs de Challenge Cup.
À l'issue de la saison 2024-2025 et après avoir disputé 112 matchs en 8 saisons sous les couleurs de la Section paloise, il quitte le club à la fin de son contrat.

### Carrière en sélection
Lekima Tagitagivalu est sélectionné avec l'équipe des Fidji des moins de 20 ans en 2015.
En octobre 2020, il est retenu par Vern Cotter pour participer à la coupe d'automne des nations 2020 avec l'équipe des Fidji mais les Fidji ne disputent aucun match en raison d'un grand nombre de positif à la Covid-19 dans l'effectif.
En novembre 2022, il est appelé avec les Barbarians britannique pour disputer un match face à la Nouvelle-Zélande (victoire des Barbarians 35 à 31).
En juin 2023, il est présélectionné parmi les 45 joueurs fidjiens appelés pour préparer la Coupe du monde 2023. Il annonce qu'il a notamment été approché par l'équipe de France de rugby à sept mais il souhaite représenter son pays de naissance. Le 22 juillet 2023, il honore sa première sélection face aux Tonga lors d'un test-match à Lautoka. Il dispute également le match face au Japon. 
Début août 2023, il est retenu par le sélectionneur Simon Raiwalui dans la liste finale pour participer à la Coupe du monde 2023. Il dispute, en tant que titulaire, le premier match du mondial des Fidji face au pays de Galles (défaite 26 à 32) et y inscrit le premier essai de sa carrière en sélection. Lekima Tagitagivalu est également titulaire lors de la victoire des Fidji face à l'Australie. Il est titulaire lors du quart de finale perdu face à l'Angleterre.

## Statistiques en équipe nationale
| Année | Compétition    | Matchs | Points | Essais |
| ----- | -------------- | ------ | ------ | ------ |
| 2023  | Test matchs    | 3      | 0      | 0      |
| 2023  | Coupe du monde | 4      | 5      | 1      |
| 2024  | Test matchs    | 2      | 0      | 0      |
| Total | Total          | 9      | 5      | 1      |

## Note et références
1. 1 2  « Lekima Tagitagivalu », sur allrugby.com (consulté le 10 juin 2025)
2. 1 2  « Lekima Vuda Tagitagivalu », sur itsrugby.fr (consulté le 10 juin 2025)
3. ↑  (en) « Ratu stepped in for Tagitagivalu after parents passing », sur fbcnews.com.fj, 5 septembre 2023 (consulté le 10 avril 2025)
4. 1 2  (en) « Patience pays off for Tagitagivalu », sur fijilive.com, 21 juillet 2023 (consulté le 10 avril 2025)
5. ↑  « La fiche rugby de : Lekima TAGITAGIVALU », sur www.allrugby.com (consulté le 14 août 2023)
6. ↑  Centre France, « Des arrivées de jeunes sous convention », sur www.lamontagne.fr, 5 juin 2013 (consulté le 14 août 2023)
7. ↑  Centre France, « Les recrues en pleine phase d’intégration », sur www.lamontagne.fr, 2 juillet 2013 (consulté le 14 août 2023)
8. ↑  « Section Paloise : Tagitagivalu, la bombe à retardement », sur SudOuest.fr (consulté le 6 juillet 2020)
9. ↑  « Section Paloise : trois prolongations officialisées », sur SudOuest.fr (consulté le 6 juillet 2020)
10. ↑  « Challenge Cup - Fiche de match Zebre vs Pau, le 21/10/2017 », sur www.allrugby.com (consulté le 9 juillet 2023)
11. ↑  « Section : Tagitagivalu, un air de plus-value », sur RugbyCleek (consulté le 6 juillet 2020)
12. ↑  « Section Paloise : Tagitagivalu à l’arrêt et une infirmerie qui se remplit sérieusement », sur larepubliquedespyrenees.fr (consulté le 6 juillet 2020)
13. ↑  « Top 14 - Fiche de match Pau vs Bayonne, le 16/04/2021 », sur www.allrugby.com (consulté le 9 juillet 2023)
14. ↑  « Le groupe Section Paloise TotalEnergies Sevens pour Aix-en-Provence », sur www.section-paloise.com (consulté le 15 octobre 2021)
15. ↑  Dav-D, « Lekima Tagitagivalu suspendu 3 semaines », sur Blog RCT, 22 septembre 2021 (consulté le 9 juillet 2023)
16. ↑  « Thibault Debaes et Lekima Tagitagivalu prolongent à Pau », sur L'Équipe (consulté le 9 juillet 2023)
17. ↑  « Section paloise : Tagitagivalu dans le 5 majeur », sur midi-olympique.fr (consulté le 17 novembre 2022)
18. ↑  « Top 14 - Fiche de match Pau vs Bordeaux, le 06/11/2022 », sur www.allrugby.com (consulté le 9 juillet 2023)
19. ↑  « Top 14 - Fiche de match Pau vs Toulouse, le 05/11/2023 », sur www.allrugby.com (consulté le 8 juillet 2024)
20. ↑  « Rugby - Top 14 : la cérémonie des partants de la Section Paloise à l’issue de la saison 2024-2025 », sur larepubliquedespyrenees.fr, 8 juin 2025 (consulté le 10 juin 2025)
21. ↑  « TAGITAGIVALU Lekima », sur www.section-paloise.com (consulté le 6 juillet 2020)
22. ↑  « Vatubua et Tagitagivalu avec les Fidji pour la Coupe d'Automne des Nations », sur www.section-paloise.com (consulté le 13 octobre 2020)
23. ↑  AFP, « Le fiasco fidjien », sur www.eurosport.com, 24 novembre 2020 (consulté le 28 novembre 2020)
24. ↑  (en) « Tagitagivalu shines in Barbarians’ win », sur FijiTimes (consulté le 17 novembre 2022)
25. ↑  « Coupe du monde 2023. Les Fidji appellent 45 joueurs, dont 15 évoluant en France », sur actu.fr, 8 juin 2023 (consulté le 9 juillet 2023)
26. ↑  « International - Josua Tuisova-Waisea Nayacalevu au centre, Sireli Maqala à l'arrière.. La composition fidjienne face au Tonga », sur rugbyrama.fr, 20 juillet 2023 (consulté le 10 juin 2025)
27. ↑  « Coupe du monde 2023 : la sélection des Fidji pour le Mondial avec Botia et Tuisova », sur SudOuest.fr, 8 août 2023 (consulté le 9 août 2023)
28. ↑  « Coupe du monde de rugby : Lekima Tagitagivalu, sa première haute en couleurs avec les Fidji », sur La République des Pyrénées, 11 septembre 2023 (consulté le 13 septembre 2023)
29. ↑  « Mondial-2023 : les Fidji se relancent après une victoire historique sur l'Australie », sur www.lunion.fr, 17 septembre 2023 (consulté le 18 septembre 2023)
30. ↑  « Angleterre 30-24 Fidji, Coupe du monde 2023 : résumé du match (15/10/2023) », sur L'Équipe (consulté le 18 octobre 2023)